# 水墨
水墨（みずずみ）は、建築において、コンクリート面や柱、壁などに打つ「水平の墨」のこと。
一般的には「FL」（フロアーレベルのことで建物の地盤高等を考慮して設計時に設定する）
から1メートル上がったライン（見易く、使い易い高さで）を墨汁やチョークの粉を使った墨坪（すみつぼ）で墨を打つ。
この墨によってサッシュ取付け高や床の仕上げ高を決める。
レベル墨（レベルずみ）、陸墨（ろくずみ）とも呼ぶ。